# Lyophyllum loricatum
Lyophyllum loricatum es un hongo basidiomiceto de la familia Lyophyllaceae. Su seta, o cuerpo fructífero, es comestible, y aflora desde mediado de verano hasta principios de otoño, generalmente en bosques de frondosas o en pastizales, así como en los márgenes de los caminos. Su basónimo es
Agaricus loricatus Fr. 1838. Su epíteto específico, loricatum, significa "acorazado".

## Descripción
Su seta presenta un sombrero de entre 5 y 10 centímetros de diámetro. Es de color marrón verdoso en diferentes intensidades, con cutícula brillante en ambientes secos y mucilaginosa y viscosa cuando se humedece. Es carnoso, y en ejemplares jóvenes tiene forma convexa. Más tarde se extiende de forma más o menos irregular, presentando abolladuras en ejemplares maduros. Las láminas se distribuyen de forma tupida, muy juntas. Son adnatas y de textura viscosa, de color blanco o amarillento. El pie es de color blanco o ligeramente pardusco, y mide entre 6 y 12 centímetros de longitud y entre 1 y 3 cm de diámetro.